# Eurostacris spinifera
Eurostacris spinifera är en insektsart som beskrevs av Marius Descamps 1978. Eurostacris spinifera ingår i släktet Eurostacris och familjen Romaleidae. Inga underarter finns listade i Catalogue of Life.